# Karl von Müffling
Friedrich Carl Ferdinand Freiherr von Müffling, nato Weiss (Halle sul Saale, 12 giugno 1775 – Erfurt, 16 gennaio 1851), è stato un generale prussiano, feldmaresciallo, teorico militare ed esperto di geodesia.

## Biografia
Entrò nell'esercito prussiano nel 1790.
Nel 1799 contribuì alla stesura di un dizionario militare edito dal tenente von Leipziger, e nell'inverno 1802-1803, da subalterno, fu destinato al neoformato Stato Maggiore generale come tenente-quartiermastro. Nel 1805, quando in previsione della guerra con la Francia l'esercito fu posto sul piede di guerra, Müffling fu promosso capitano ed assegnato agli Stati Maggiori, in successione, del generale von Wartensleben, del principe Hohenlohe e del generale von Blücher.
Nel 1806 servì sotto Hohenlohe, il duca di Sassonia-Weimar, e Blücher, e faceva parte del corpo d'armata condotto da quest'ultimo che dovette capitolare a Ratekau, dopo di che entrò nel servizio civile del duca di Weimar. Si unì nuovamente all'esercito nella guerra del 1813, e fu destinato al quartier generale dell'Armata di Slesia.
Le sue doti furono assai apprezzate, sebbene le differenze di temperamento fra Müffling e Gneisenau portarono a frequenti attriti, specie in quanto il primo si rappresentava in qualche misura la vecchia scuola della topografia strategica, alla quale, non senza ragioni, veniva attribuito il disastro di Jena. Nell'intervallo fra l'occupazione di Parigi e i Cento Giorni, Müffling servì come capo di Stato Maggiore del generale Barclay de Tolly e quindi del generale Kleist von Nollendorf. Operò come ufficiale di collegamento al quartier generale del Duca di Wellington durante i Cento Giorni, e fu coinvolto nelle varie controversie attorno agli eventi del 16 giugno 1815 (battaglia di Ligny e di Quatre Bras).
Dopo la definitiva caduta di Napoleone servì nello Stato Maggiore dell'esercito di occupazione in Francia e fu per alcuni mesi governatore militare di Parigi. Trascorse parte del tempo sul Reno, in un'opera di ricognizione topografica del territorio, e fu impiegato da Federico Guglielmo III per svariate missioni diplomatiche.
Nel 1821 divenne capo dello Stato Maggiore generale di Berlino, e, sebbene accusato di dare troppo peso alla preparazione topografica a spese dell'addestramento, il suo lavoro non fu inutile, in quanto diede un'eccellente organizzazione allo Stato Maggiore, ed eseguì utili rilievi. Nel 1829 visitò Costantinopoli e San Pietroburgo in occasione dei negoziati di pace fra Russia e Turchia. Ebbe una parte prominente nella storia militare e civile della Prussia, e nel periodo 1838-1847 fu governatore di Berlino. La salute malferma lo indusse al ritiro nel 1848 e morì tre anni dopo.
Sotto le iniziali di C(arl) von W(eiss), scrisse importanti libri di teoria e storia militare:
- Operations plan der preuss-sdchs. Armee 1800 (Weimar, 1807)
- Marginalien zu den Grundsätze der höheren Kriegskunst für die Generäle der österreichischen Armee
- Bericht über die Vorgänge bei der Hohenloheschen Armée 1806
- Die preussisch-russische Kampagne bis sum Waffenstilistande 1813 (Berlino, 1813)
- Geschichte der Armeen unter Wellington und Blücher 1819 (Stoccarda, 1817)
- Zur Kriegsgesch. der Jahre 1813-1814: die Feldziege der schlesischen Armee von des Beendigung des Waffenstilistandes bis zur Eroberung von Paris (Berlino, 1824)
- Betrachtungen ieber die grossen Operasionen und Schlachten 1813-1815 (Berlino, 1825)
- Napoleons Strategie 1813 (Berlin, 1827)
- un saggio sulle strade romane del basso Reno (Berlino, 1834).
- le sue memorie, Aus meinem Leben, furono pubblicate postume a Berlino nel 1851.